# Jean-Baptiste Lepaute
Jean-Baptiste Lepaute est un horloger français, frère de Jean-André Lepaute, né en 1727, mort en 1802.

## Biographie
Il s'apprête à embrasser la carrière ecclésiastique, lorsque son frère, Jean-André, le demande à Paris et lui fait apprendre l’horlogerie. Au bout de quelques mois de travail, Jean-Baptiste peut construire une horloge horizontale pour le château de la Muette. Quelque temps après, il aide son frère dans la construction de l’horloge du Luxembourg.
En 1774, Jean-André lui ayant cédé ses droits dans l’établissement qu’ils ont fondé en commun, Lepaute fait venir de son pays ses neveux Pierre-Henri et Pierre-Basile, avec lesquels il construit l’horloge de l’Hôtel de ville et celle des Invalides, et, plus tard, leur cède sa maison.
En 1788, il réalise, en étroite collaboration avec le sculpteur Claude Michel, dit Clodion, une horloge dont le mouvement rotatif est enchâssé dans une sphère de verre. L'ensemble est supporté par une statuette en terracotta représentant trois nymphes. L’œuvre, intitulée La Danse du Temps, est entrée dans la Collection Frick en 2006.

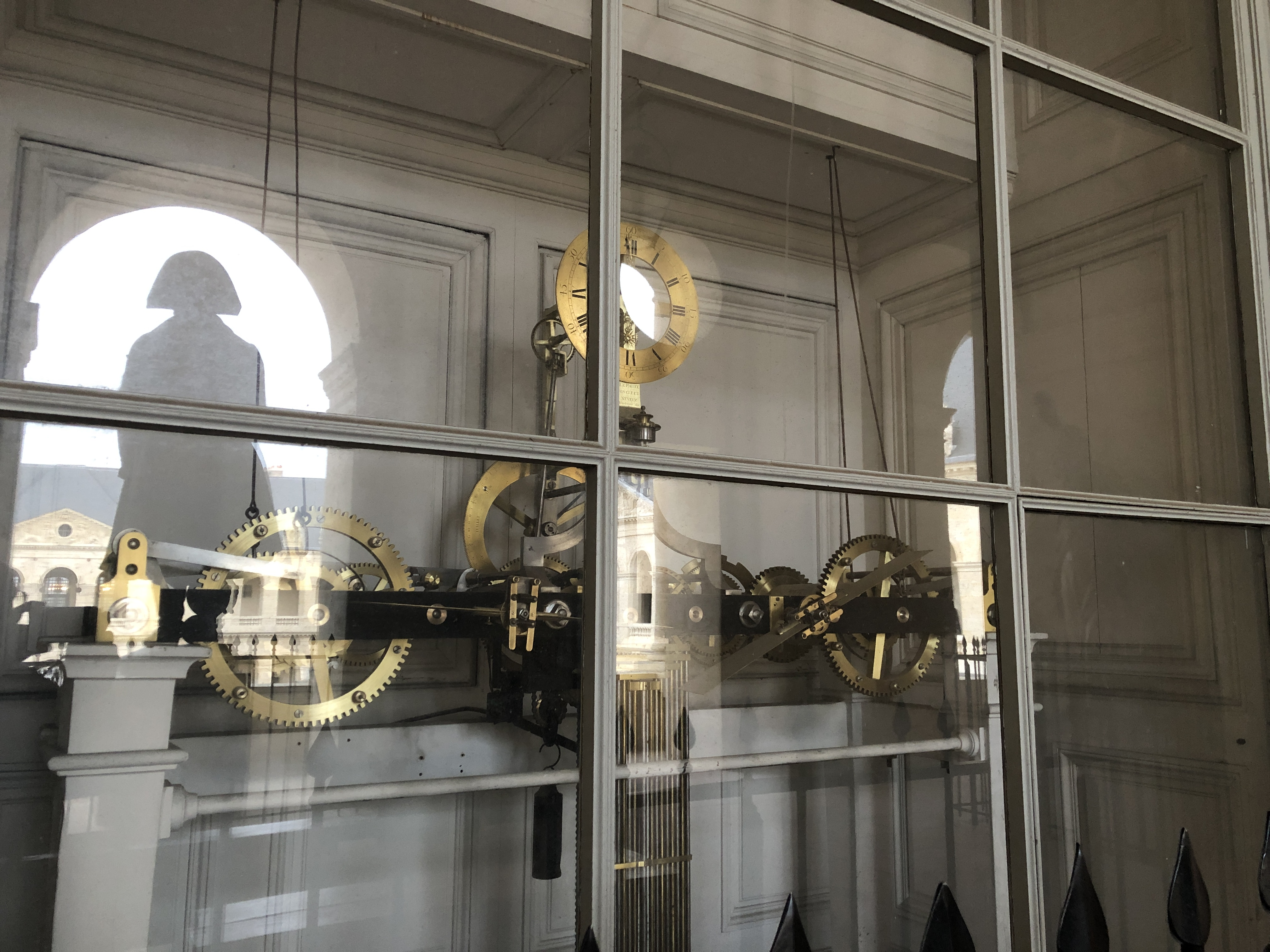
Horloge Le Paute aux Invalides
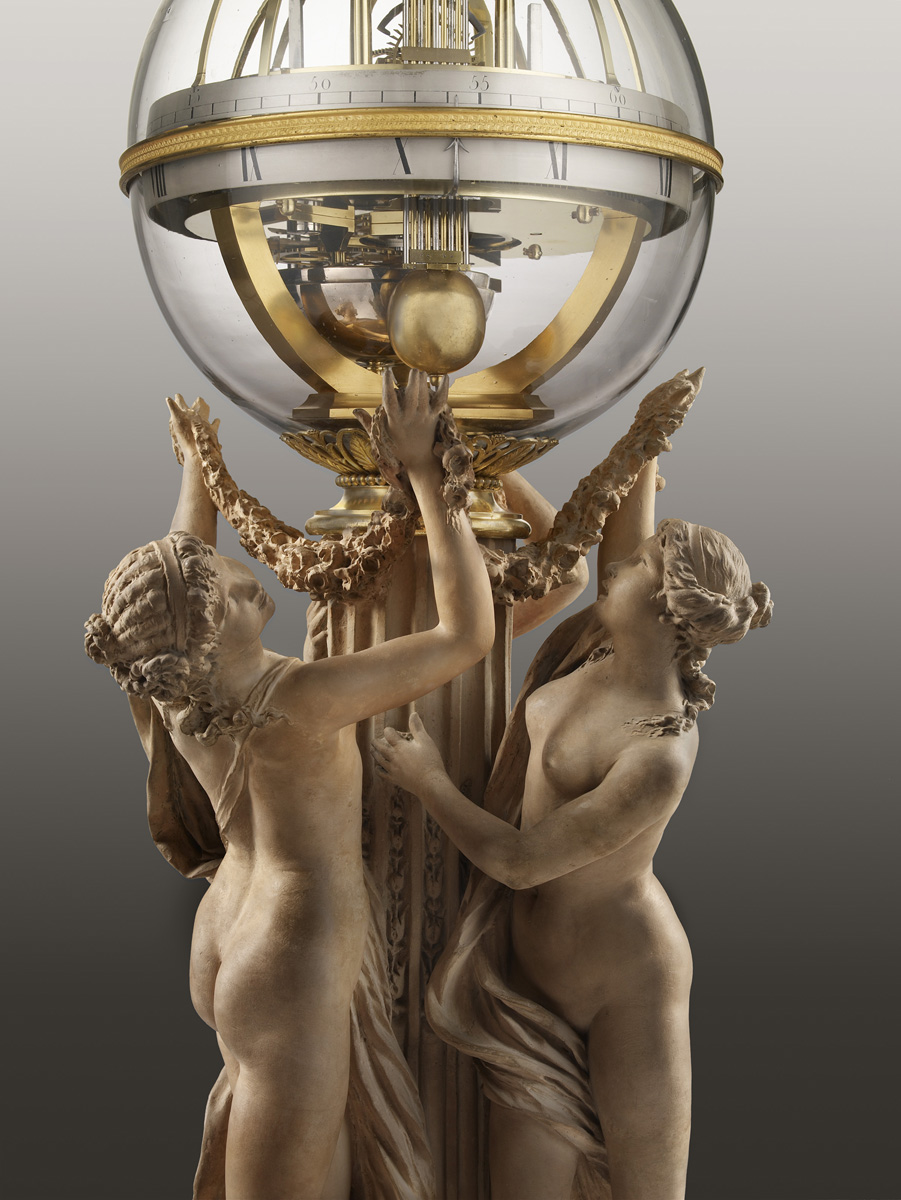
La Danse du Temps (1788)

### Source
« Jean-Baptiste Lepaute », dans Pierre Larousse, Grand dictionnaire universel du XIXe siècle, Paris, Administration du grand dictionnaire universel, 15 vol., 1863-1890 [détail des éditions].